# Гекто-
Гекто- (позначення — г або h) — префікс у системі SI, що позначає збільшення у сто разів. Назва цього префіксу походить від грецького «ἑκατόν» («сто»).
Офіційно прийнята у 1795 році, використовується дуже рідко.
Основні застосування:
- 1 гектар = 100 ар — застосовується у сільському господарстві.
- гектопаскаль — сучасний еквівалент традиційного мілібара.
- Гектолітр — використовується у сільському господарстві для вимірювання обсягів вина і молока.
- гектометр — у радіоастрономії позначає межу радіодіапазону.